# Phụng vụ các giờ kinh

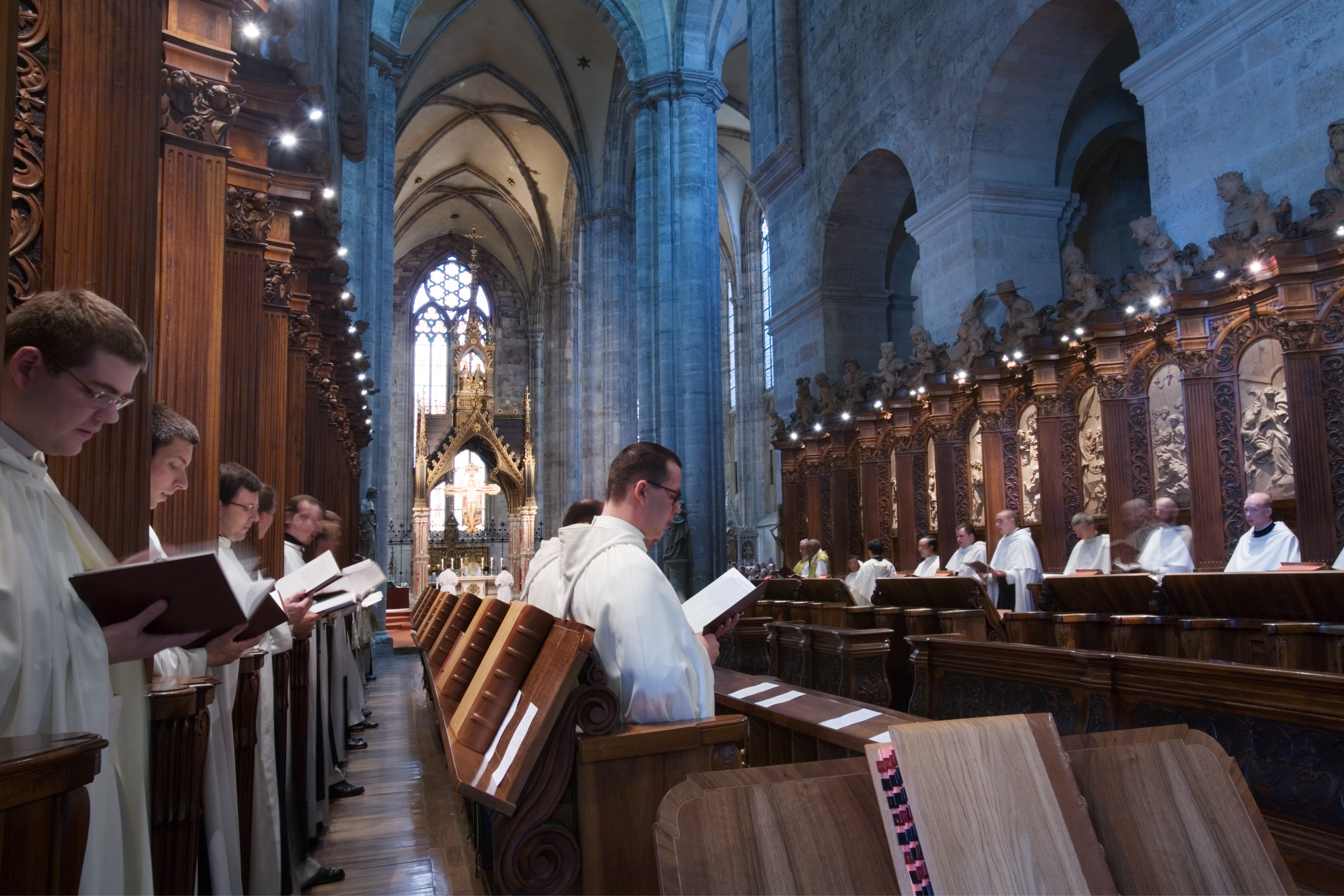
Các tu sĩ dòng Xitô cử hành phụng vụ các giờ kinh tại đan viện Heiligenkreuz, bang Hạ Áo

Phụng vụ các giờ kinh (tiếng Latinh: Liturgia Horarum) hay kinh Thần vụ (tiếng Latinh: Officium Divinum) là một tập hợp kinh nguyện Công giáo được chia làm các giờ kinh của Giáo hội Latinh, có chức năng "quy định các giờ mỗi ngày và thánh hóa chúng bằng kinh nguyện". Theo Giáo hội Latinh, phụng vụ các giờ kinh là lời cầu nguyện mang tính bí tích của Giáo hội cùng với Đức Giêsu Kitô: Người không ngừng cầu nguyện và tôn vinh Đức Chúa Cha thông qua lời cầu nguyện của Giáo hội. Phụng vụ các giờ kinh còn là một thuật ngữ được dùng để gọi các giờ kinh của Kitô giáo phương Tây và phương Đông, cụ thể là trong các nghi lễ của Giáo hội Latinh (trước Công đồng Vaticanô II), và là thuật ngữ chính thức để gọi các giờ kinh mà Giáo hội Latinh đưa vào sử dụng từ năm 1971. Trước năm 1971, hình thức mà Giáo hội Latinh sử dụng tương tự với phụng vụ các giờ kinh là Breviarium Romanum (Kinh nhựt tụng Rôma), được xuất bản năm 1568 và hiệu đính năm 1962.
Phụng vụ các giờ kinh, được cử hành vào một số giờ cầu nguyện cố định,  có thành phần chính là các thánh vịnh, được bổ trợ bởi thánh ca, bài đọc, lời cầu nguyện cùng với điệp ca. Phụng vụ này cùng với Phụng vụ Thánh Thể cấu thành nên lời cầu nguyện công khai của Giáo hội Công giáo. Kitô hữu thuộc cả hai truyền thống phương Đông và phương Tây (bao gồm các giáo hội Công giáo Latinh, Công giáo Đông phương, Chính thống giáo Đông phương, Chính thống giáo Cổ Đông phương, giáo hội phương Đông Assyria, hội thánh Tin Lành Luther, Anh giáo cùng một số hội thánh Tin Lành khác) đều cử hành phụng vụ vào các giờ kinh dưới nhiều hình thức và tên gọi. Nhờ đó việc hát hoặc đọc tụng phụng vụ các giờ kinh trở thành nền tảng của việc cầu nguyện đối với đời sống tu trì, trong đó một số dòng đan sĩ và dòng khất sĩ áp dụng  những biến thể của phụng vụ các giờ kinh và kinh nhật tụng Rôma mà dòng tu tạo ra qua thời gian.